# Talmontiers
Talmontiers ist eine französische Gemeinde mit 648 Einwohnern (Stand 1. Januar 2022) im Département Oise in der Region Hauts-de-France. Sie gehört zum Arrondissement Beauvais, zur Communauté de communes du Pays de Bray und zum Kanton Grandvilliers.

## Geographie
Die Gemeinde Talmontiers liegt an der Epte im Vexin an der Grenze zum Département Eure, rund 22 Kilometer westlich von Beauvais und zwölf Kilometer nördlich von Gisors. Die Gemeinde umfasst die Weiler Les Landes und Domaine de Gueulancourt. Der Haltepunkt Amécourt-Talmontier an der Bahnstrecke von Paris nach Dieppe auf dem Gebiet der Nachbargemeinde Amécourt wird derzeit nicht bedient. Durch Talmontiers führt die frühere Route nationale 15 von Gisors nach Gournay-en-Bray.

## Einwohner
| Jahr                       | 1962 | 1968 | 1975 | 1982 | 1990 | 1999 | 2010 | 2021 |
| -------------------------- | ---- | ---- | ---- | ---- | ---- | ---- | ---- | ---- |
| Einwohner                  | 349  | 319  | 349  | 411  | 630  | 653  | 748  | 653  |
| Quellen: Cassini und INSEE |      |      |      |      |      |      |      |      |

## Sehenswürdigkeiten

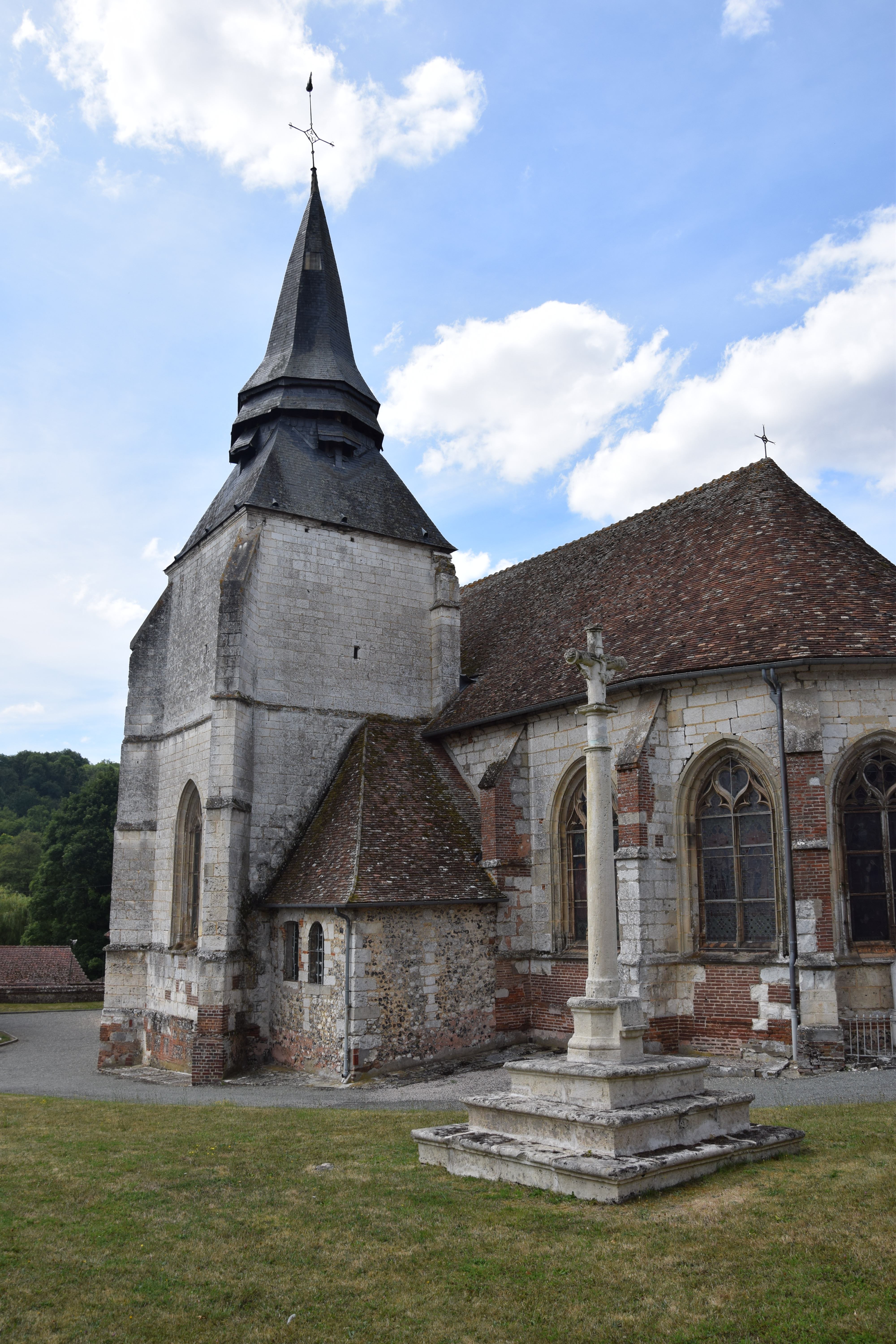
Kirche Saint-Pierre et Saint-Paul
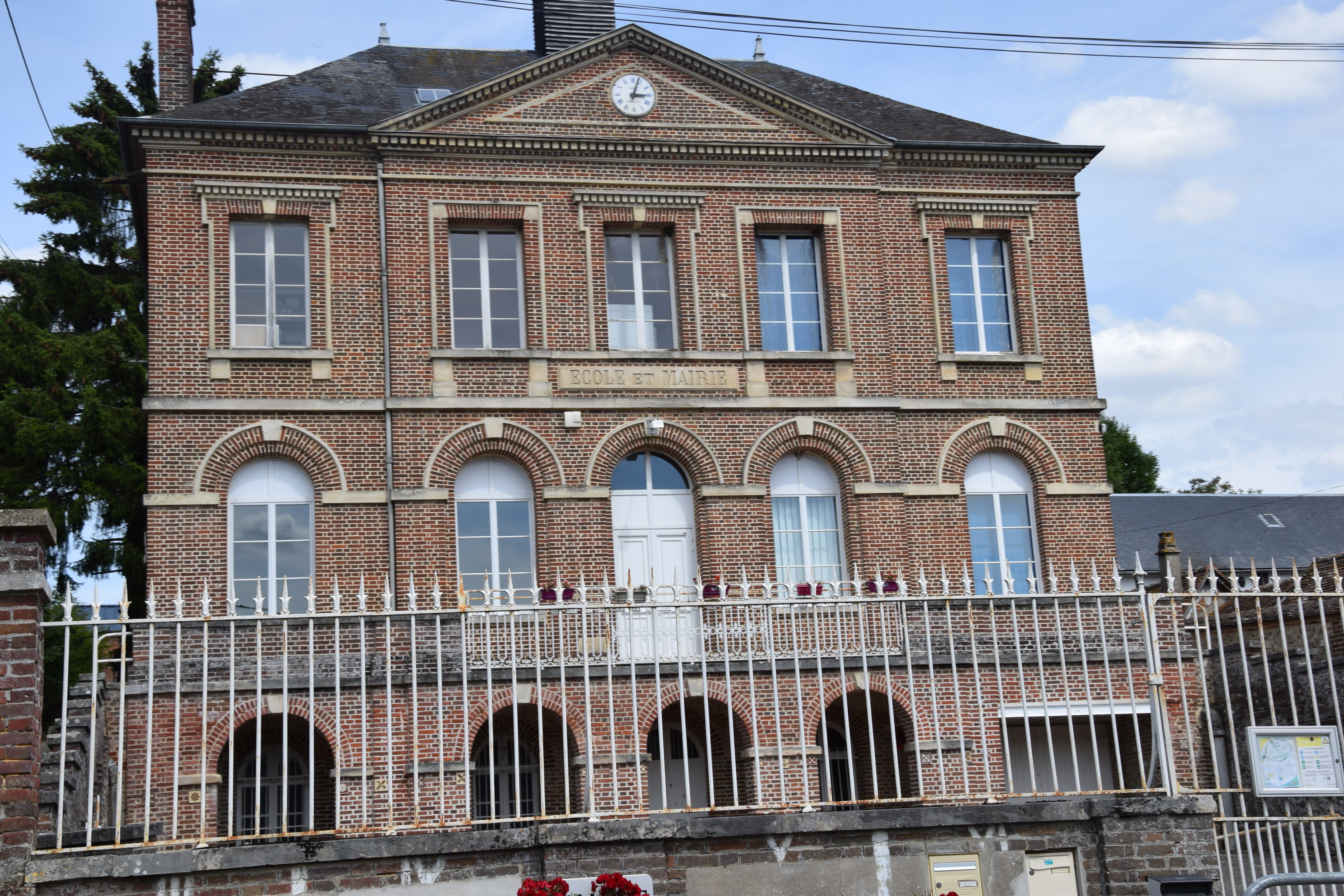
Ehemaliges Rathaus- und Schulgebäude
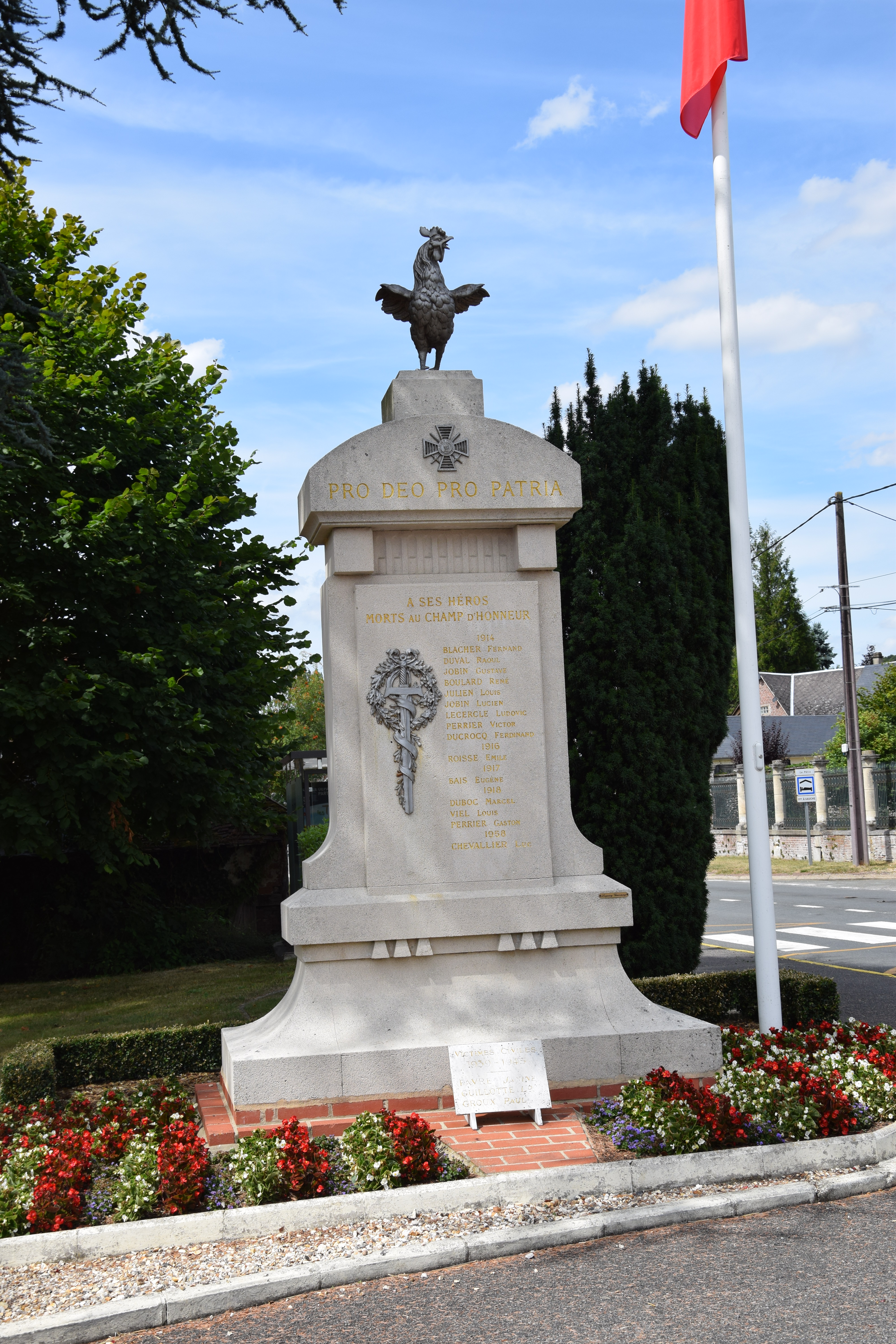
Gefallenendenkmal

- Kirche Saint-Pierre et Saint-Paul
- Ehemaliges Rathaus- und Schulgebäude
- Gefallenendenkmal

## Religion
Die Kirche St. Peter und Paul in Talmontier gehört mit 49 anderen zur katholischen Pfarrei St. Franziskus im Vexin (Saint François du Vexin) mit Sitz in Chaumont-en-Vexin, die zum Bistum Beauvais gehört. Messen finden dort nur selten statt.